# 2024-es demokrata párti előválasztás
A 2024-es demokrata párti előválasztásokat az Egyesült Államok Demokrata Pártja tartja 2024 februárja és augusztusa között, hogy kiválasszák a delegáltakat a 2024-es Demokrata Nemzeti Konvencióra, ahol eldöntik a párt jelöltjét a 2024-es amerikai elnökválasztásra. Ezek az előválasztások az ország összes államában megrendezésre kerülnek, illetve a fővárosban, az öt külterületen és a külföldön élő demokraták köreiben is. Joe Biden messze a legvalószínűbb győztes volt az előválasztáson, egyetlen hivatalban lévő elnök se vesztette el pártja jelölését az 1850-es évek óta. Biden meg is nyerte az összes előválasztást szuperkeddig, amikor egyet elveszített Jason Palmerrel szemben. Ezek mellett az elnök közel-keleti külpolitikája ellen tüntetésszerűen egyes szavazók a nem elkötelezett opciót választották.
A demokrata Joe Biden, akit 2020-ban választottak meg, 2023 áprilisában bejelentette, hogy indul 2024-ben, Kamala Harrisszel, mint alelnökjelölt. Ő volt a legidősebb elnök, akit beiktattak, 78 évesen és 82 lesz első elnökségének végén. Néhány demokrata politikus nyilvánosan is jelezte, hogy szerinte nem kellene Bidennek indulnia. 1968 óta ő az első amerikai elnök, aki az első terminusa után nem lett pártjának jelöltje (akkor a szintén demokrata Lyndon B. Johnson volt).
Bidennek két demokrata kihívója volt, Dean Phillips képviselő Minnesota államból, és Marianne Williamson progresszív politikus, aki bár 2024 februárjában visszalépett, a michigani előválasztások után újraindította kampányát. Ugyan Robert F. Kennedy Jr. is indult a demokrata jelöltségért, visszalépett és függetlenként vesz részt a választáson. Biden 2024 júliusában visszalépett jelöltségétől, Kamala Harrist ajánlva utódjaként, aki egy nap alatt a feltételezett jelölt is lett.

## Háttér
Biden 2022 januárjában jelezte először, hogy tervez indulni a választáson, Kamala Harrisszel, mint alelnökjelöltje. Szeptember 15-én azt mondta Scott Pelley-nek a CBS 60 Minutes műsorán, hogy még nem kötelezte el magát a kampány mellett. Sajtóhírek szerint egy október 3-i megbeszélésen azt mondta Al Sharpton civiljogi aktivistának, hogy fog indulni az elnöki pozícióért. Október 11-én egy CNN-interjúban azt nyilatkozta, hogy a 2022-es választások után fog dönteni arról, hogy indul-e újra.
2022 során több demokrata politikus is arra bíztatta az elnököt, hogy ne induljon újra. Június 23-án, miután megnyerte a demokrata jelölést a dél-karolinai kormányzóválasztásra, Joe Cunningham azt nyilatkozta, hogy szerinte Biden túl idős lenne második terminusának végére és nem kéne indulnia 2024-ben. A CNN kiemelte, hogy Biden 2018-ban és 2020-ban is személyesen támogatta Cunningham kampányait. Júliusban Dean Phillips (MN) képviselő azt mondta, hogy szerinte a demokratáknak egy fiatalabb jelöltet kéne indítaniuk 2024-ben és Angie Craig egyetértett vele. Augusztus 1-én Carolyn Maloney képviselő azt nyilatkozta a The New York Times-nak, hogy szerinte Bidennek nem kéne indulnia és, hogy szerinte nem is fog indulni. Tim Ryan hasonlóan azt nyilatkozta, hogy ideje átadni az irányítást az új generációnak. Biden órákkal az interjú leadása után kampányolt Scottal.
2022. december 1. és 3. között ülésezett a DNC az előválasztások beosztásáról, amiket az államok 2023. február 1-ig változtathatnak meg. 2023 márciusának első napjaiban sajtóhírek szerint a Demokrata Párt képviselőházi vezetősége megegyezett, hogy 2024-ben beállnak Biden jelöltsége mögé, úgy érezve, hogy ő a „legerősebb jelöltünk.” Biden 2023. április 25-én jelentette be jelöltségét, 2024 júliusában visszalépett.

## Jelölőgyűlés
| Jelölt                       | Kötelezett delegáltak | Végeredmény |
| ---------------------------- | --------------------- | ----------- |
| Kamala Harris                | 0                     | 4,567       |
| Nincs elkötelezve            | 37                    | 52          |
| Joe Biden (visszalépett)     | 3,905                 | 0           |
| Dean Phillips (visszalépett) | 4                     | 0           |
| Jason Palmer (visszalépett)  | 3                     | 0           |
| Összesen                     | 3949                  | 4619        |

1. ↑  Biden július 21-i visszalépésével felszabadította kötelezettségük alól összes delegáltját. Az elnök és delegáltjai többsége Harrist támogatja a jelölőgyűlésen.
2. ↑  2024 áprilisában Phillips felkérte delegáltjait, hogy Bidenre szavazzanak,[24] akik az elnök júliusi visszalépése után bejelentették, hogy Harrisre fognak voksolni.
3. ↑  Július 24-én Palmer felszabadította delegáltjait kötelezettségük alól és arra kérte őket, hogy szavazzanak Harrisre. Ennek ellenére ez a kérés nem kötelezi a delegáltakat a Harrisre szavazásra.[25]

| Állam                    | Dal | Szavazatok           |
| ------------------------ | --- | -------------------- |
| Alabama                  | Sweet Home Alabama – Lynyrd Skynyrd | 56                   |
| Alaszka                  | Feel It Still – Portugal. The Man | 19                   |
| Arizona                  | Edge of Seventeen – Stevie Nicks | 85                   |
| Amerikai Szamoa          | Edge of Glory – Lady Gaga | 10                   |
| Arkansas                 | Don’t Stop – Fleetwood Mac | 36                   |
| Kalifornia               | The Next Episode – Dr. Dre, Snoop Dogg közreműködésével California Love – 2Pac, Dr. Dre közreműködésével Alright és Not Like Us – Kendrick Lamar | 482                  |
| Colorado                 | September – Earth, Wind & Fire | 86                   |
| Connecticut              | Signed, Sealed, Delivered I’m Yours – Stevie Wonder                                                                                              | 73, 1 jelen          |
| Külföldi demokraták      | Love Train – The O’Jays | 21                   |
| Washington, D. C.        | Let Me Clear My Throat – DJ Kool | 49                   |
| Delaware                 | Higher Love – Whitney Houston és Kygo | 34                   |
| Florida                  | I Won’t Back Down – Tom Petty | 243                  |
| Georgia                  | Turn Down For What és Get Low – Lil Jon (fellépett)                                                                                              | 123                  |
| Guam                     | Espresso – Sabrina Carpenter | 12                   |
| Hawaii                   | 24K Magic – Bruno Mars | 23, 6 jelen          |
| Idaho                    | Private Idaho – The B-52s | 27                   |
| Illinois                 | Sirius – The Alan Parsons Project | 176, 1 jelen         |
| Indiana                  | Don’t Stop ‘til You Get Enough – Michael Jackson                                                                                                 | 86                   |
| Iowa                     | Celebration – Kool & the Gang | 45, 1 nem jelent meg |
| Kansas                   | Carry On Wayward Son – Kansas | 39                   |
| Kentucky                 | First Class – Jack Harlow | 56                   |
| Louisiana                | All I Do Is Win – DJ Khaled | 47, 1 jelen          |
| Maine                    | Shut Up and Dance – Walk the Moon | 30                   |
| Maryland                 | Respect – Aretha Franklin | 118                  |
| Massachusetts            | I’m Shipping Up to Boston – Dropkick Murphys | 116                  |
| Michigan                 | Lose Yourself – Eminem | 125, 3 jelen         |
| Minnesota                | Kiss és 1999 – Prince | 81, 10 jelen         |
| Mississippi              | Twistin’ the Night Away – Sam Cooke | 40                   |
| Missouri                 | Good Luck, Babe! – Chappell Roan | 68, 2 jelen          |
| Montana                  | American Woman – Lenny Kravitz | 24                   |
| Nebraska                 | Firework – Katy Perry | 34                   |
| Nevada                   | Mr. Brightside – The Killers | 48                   |
| New Hampshire            | Don’t Stop Believin’ – Journey | 34                   |
| New Jersey               | Born in the U.S.A. – Bruce Springsteen | 142, 2 jelen         |
| Új-Mexikó                | Confident – Demi Lovato | 45                   |
| New York                 | Empire State of Mind – Jay-Z és Alicia Keys | 298                  |
| Észak-Karolina           | Raise Up – Petey Pablo | 131                  |
| Észak-Dakota             | Fight Song – Rachel Platten | 17                   |
| Északi-Mariana-szigetek  | Ain’t No Mountain High Enough – Marvin Gaye és Tammi Terrell                                                                                     | 11                   |
| Ohio                     | Green Light – John Legend | 142, 1 jelen         |
| Oklahoma                 | Ain’t Goin’ Down (’Til the Sun Comes Up) – Garth Brooks                                                                                          | 36                   |
| Oregon                   | Float On – Modest Mouse | 78                   |
| Pennsylvania             | Black and Yellow – Wiz Khalifa Motownphilly – Boyz II Men                                                                                        | 178                  |
| Puerto Rico              | Despacito – Luis Fonsi, Daddy Yankee közreműködésével                                                                                            | 60                   |
| Rhode Island             | Shake It Off – Taylor Swift | 34, 1 jelen          |
| Dél-Karolina             | Get Up (I Feel Like Being a) Sex Machine – James Brown                                                                                           | 65                   |
| Dél-Dakota               | What I Like About You – The Romantics | 20                   |
| Tennessee                | 9 to 5 – Dolly Parton | 72                   |
| Texas                    | Texas Hold ’Em – Beyoncé | 263, 3 jelen         |
| Utah                     | Animal – Neon Trees | 34                   |
| Vermont                  | Stick Season – Noah Kahan | 24                   |
| Amerikai Virgin-szigetek | VI to the Bone – Mic Love | 13                   |
| Virginia                 | The Way I Are – Timbaland | 119                  |
| Washington               | Can’t Hold Us – Macklemore és Ryan Lewis, Ray Dalton közreműködésével                                                                            | 101, 9 jelen         |
| Nyugat-Virginia          | Take Me Home, Country Roads – John Denver | 24                   |
| Wisconsin                | Jump Around – House of Pain | 94, 1 jelen          |
| Wyoming                  | I Gotta Feeling – The Black Eyed Peas | 17                   |

1. ↑  A sorrendben, amiben eredetileg leadták volna szavazataikat az államok.
2. 1 2  Alabama átadta szavazati helyét Delaware-nek, hogy Joe Biden állama először szavazhasson.
3. ↑  Kalifornia átadta szavazati helyét, hogy utolsóként szavazhasson Harrisre, mint az elnökjelölt szülőállama.
4. ↑  Minnesota átadta szavazati helyét, hogy utolsó előttiként szavazhasson a jelöltre, mint Tim Walz állama.

## Jelöltek

### Feltételezett jelölt
| Név           | Születési adatok (Életkor a választás napján)     | Tapasztalat | Állam      | Kampány bejelentése | Kampány                                      | Alelnökjelölt | For.          |
| ------------- | ------------------------------------------------- | --- | ---------- | ------------------- | -------------------------------------------- | ------------- | ------------- |
| Kamala Harris | 1964. október 20. (60 évesen) Oakland, Kalifornia | Az Amerikai Egyesült Államok alelnöke (2021–napjainkig) Az Egyesült Államok szenátora Kaliforniából (2017–2021) | Kalifornia | 2024. július 21.    | Kampány szócikkeBejelentve: 2024. július 21. | Tim Walz      | [ 29 ] [ 30 ] |

### Bejelentette, hogy indul
- Kamala Harris, az Egyesült Államok alelnöke (2021–napjainkig), az Egyesült Államok szenátora Kaliforniából (2017–2021)[31]
- Marianne Williamson, író és 2020-as elnökjelölt[32]

### Első feltételezett jelölt
| Név       | Születési adatok (Életkor a választás napján)         | Tapasztalat | Állam    | Kampány                       | Kampány felfüggesztve            | Megnyert előválaszások                         | Szavazatszám (delegáltak)  | Alelnökjelölt | For.  |
| --------- | ----------------------------------------------------- | --- | -------- | ----------------------------- | -------------------------------- | ---------------------------------------------- | -------------------------- | ------------- | ----- |
| Joe Biden | 1942. november 20. (81 évesen) Scranton, Pennsylvania | Az Egyesült Államok 46. elnöke (2021–napjainkig; hivatalban) Az Egyesült Államok 47. alelnöke (2009–2017) Az Egyesült Államok szenátora Delaware államból (1973–2009) New Castle megye 4. kerületének tanácsosa (1971–1973) Demokrata elnökjelölt (1988 és 2008) | Delaware | Bejelentve: 2023. április 25. | 2024. július 21. (Harris javára) | 56 (Minden állam, Amerikai Szamoa kivételével) | 14 324 396 (3894 delegált) | Kamala Harris | [ 4 ] |

Egyéb jelöltek
- Terrisa Bukovinac, a Pro-Life San Francisco és a Progressive Anti-Abortion Uprising abortuszellenes szervezetek alapítója[34]
- Joe Exotic, üzletember és médiaszemélyiség; független elnökjelölt 2016-ban[35]
- Cenk Uygur, a The Young Turks és a Justice Democrats alapítója, demokrata jelölt a 2020-as képviselőválasztásokon (Uygur nem az országban született, így nem szolgálhatna elnökként)[36][37]

### Visszalépett az előválasztások közben
| Név           | Születési adatok (Életkor a választás napján)      | Tapasztalat | Állam     | Kampány bejelentve | Kampány felfüggesztve           | Kampány                       | Megnyert előválasztás | Szavazatszám        | For.          |
| ------------- | -------------------------------------------------- | --- | --------- | ------------------ | ------------------------------- | ----------------------------- | --------------------- | ------------------- | ------------- |
| Jason Palmer  | 1971. december 1. (52 évesen) Aberdeen, Maryland   | kockázati tőkebefektető | Maryland  | 2023. október 22.  | 2024. május 15. (Biden javára)  | Bejelentve: 2023. október 22. | 1 (Amerikai Szamoa)   | 20 926 (3 delegált) | [ 39 ]        |
| Dean Phillips | 1969. január 20. (55 évesen) Saint Paul, Minnesota | Az Egyesült Államok képviselője Minnesota államból (2019–napjainkig) A Phillips Distilling Company vezérigazgatója (2000–2012) | Minnesota | 2023. október 26.  | 2024. március 6. (Biden javára) | Bejelentve: 2023. október 26. | 0 (0,0%)              | 34 646              | [ 41 ] [ 42 ] |

### Visszalépett az előválasztások előtt
- Robert F. Kennedy Jr., jogász, író és aktivista (függetlenként indul)
- Jerome Segal, 2020-as kispárti elnökjelölt[43] (a marylandi szenátorválasztáson indul)

### Nem indul
2023 májusáig a következő személyek jelentették ki, hogy nem indulnak az elnöki posztért:
- Stacey Abrams, Georgia állami képviselő (2007–2017), Georgia Képviselőházának kisebbségi vezetője (2011–2017), 2018-as és 2022-es kormányzójelölt[44][45]
- Eric Adams, New York polgármestere (2022–napjainkig)[46][47][48][49]
- Tammy Baldwin, az Egyesült Államok szenátora (2013–napjainkig), az Egyesült Államok képviselője (1999–2013)[50][51]
- Andy Beshear, Kentucky 63. kormányzója (2019–napjainkig), Kentucky 50. főügyésze (2016–2019)[52][53]
- Cory Booker, az Egyesült Államok szenátora (2013–napjainkig), Newark 38. polgármestere (2006–2013), Newark tanácsának tagja (1998–2002), 2020-as elnökjelölt[54][55]
- Sherrod Brown, az Egyesült Államok szenátora (2007–napjainkig), az Egyesült Államok képviselője (1993–2007), Ohio 47. államtitkára (1983–1991)[56][57]
- Pete Buttigieg, 19. Közlekedési miniszter (2021–napjainkig), South Bend 32. polgármestere (2012–2020), 2020-as elnökjelölt[58][59]
- Hillary Clinton, az Egyesült Államok 67. külügyminisztere (2009–2013), az Egyesült Államok szenátora (2001–2009), az Egyesült Államok first ladyje (1993–2001), demokrata elnökjelölt 2016-ban, 2008-as elnökjelölt[60][61]
- Roy Cooper, Észak-Karolina 75. kormányzója (2017–napjainkig), Észak-Karolina 45. főügyésze (2001–2017), Észak-Karolina Szenátusának tagja (1991–2001), Észak-Karolina Képviselőházának tagja (1987–1991)[62][63]
- Al Gore, az Egyesült Államok 45. alelnöke (1993–2001), az Egyesült Államok szenátora (1985-1993), az Egyesült Államok képviselője (1977–1985), Demokrata elnökjelölt 2000-ben, elnökjelölt 1988-ban[64][65]
- Jay Inslee, Washington 23. kormányzója (2013–napjainkig), az Egyesült Államok képviselője (1999–2012, 1993–1995), 2020-as elnökjelölt[66][67]
- Ro Khanna, az Egyesült Államok képviselője (2017–napjainkig)[68][69]
- Amy Klobuchar, szenátor Minnesotából (2007–napjainkig), Hennepin megye megyei ügyésze (1999–2007), 2020-as elnökjelölt[70][71]
- Wes Moore, Maryland 63. kormányzója (2023–napjainkig)[72][73]
- Chris Murphy, az Egyesült Államok szenátora (2013–napjainkig), az Egyesült Államok képviselője (2007–2013), Connecticut Állami Szenátusának tagja (2003–2007), Connecticut Állami Képviselőházának tagja (1999–2003)[74][75][76]
- Phil Murphy, New Jersey 56. kormányzója (2018–napjainkig), az Kormányzók Országos Szövetségének alelnöke (2021–napjainkig), az Egyesült Államok nagykövete Németországba (2009–2013), a Demokrata Nemzeti Bizottság pénzügyi bizottságának elnöke (2006–2009)[45][77]
- Gavin Newsom, Kalifornia 40. kormányzója (2019–napjainkig), Kalifornia 49. helyettes kormányzója (2011–2019), San Francisco 42. polgármestere (2004–2011)[78][79]
- Michelle Obama, az Egyesült Államok first ladyje (2009–2017)[80][81]
- Jared Polis, Colorado 43. kormányzója (2019–napjainkig), az Egyesült Államok képviselője (2009–2019), Colorado oktatási bizottságának tagja (2001–2007)[82][83]
- J. B. Pritzker, Illinois 43. kormányzója (2019–napjainkig)[45][84]
- Bernie Sanders, az Egyesült Államok szenátora Vermontból (2007–napjainkig), az Egyesült Államok képviselője (1991–2007), Burlington 37. polgármestere (1981–1989), elnökjelölt 2016-ban és 2020-ban (Bident támogatja)[85]
- Adam Schiff, az Egyesült Államok képviselője (2013–2023, 2023–napjainkig)
- Jon Stewart, műsorvezető (Problem with Jon Stewart: 2021–napjainkig, The Daily Show: 1998–2015)[86][87]
- Elizabeth Warren, az Egyesült Államok szenátora (2013–napjainkig), 2020-as elnökjelölt[88][89]
- Gretchen Whitmer, Michigan 49. kormányzója (2019–napjainkig), a Demokrata Nemzeti Bizottság alelnöke (2021–napjainkig), Ingham megye ügyésze (2016), Michigan Szenátusának tagja (2006–2015), Michigan Képviselőházának tagja (2001–2006)[90][91]

## Az alelnökjelölt kiválasztása
| Alelnökjelölt                           |
| --------------------------------------- |
|                                         |
| Tim Walz                                |
| Minnesota kormányzója (2019–napjainkig) |

Egy 2022 januárjában kiadott Biden-Cheney 2024? című véleménycikkben Thomas Friedman (The New York Times) azt írta, hogy Bidennek a republikánus képviselő Liz Cheneyt kellene alelnökjelöltjének választania Harris helyett. 2022. január 19-én Biden bejelentette, hogy 2024-ben is Harris lesz az alelnöke. Többen is kritizálták a választást, hiszen Harris, Bidenhez hasonlóan, alacsony támogatottsággal rendelkezett. Elizabeth Warren szenátor például hajlandó volt támogatni Bident, de Harrist már nem. Ezt az álláspontját később megváltoztatta, kifejezte támogatását.
Biden visszalépésével az alelnökjelölt kiléte ismét kérdés lett. A Demokrata Nemzeti Gyűlés előtt a leggyakrabban megemlített nevek Andy Beshear (Kentucky), J. B. Pritzker (Illinois), Josh Shapiro (Pennsylvania), Tim Walz (Minnesota) és Roy Cooper (Észak-Karolina) kormányzók, illetve Mark Kelly szenátor vagy Pete Buttigieg közlekedési miniszter voltak.
Azt követően, hogy megszerezte a delegáltak többségét, a Harris-kampány elkezdett az alelnökjelölt kilétével foglalkozni, az átvilágítási folyamatot Eric Holder, az ország korábbi legfőbb ügyésze és a Covington & Burling cége folytatta le. A hírek szerint az alábbi jelöltektől kért adatokat a kampány:
- Andy Beshear, Kentucky kormányzója
- Roy Cooper, Észak-Karolina kormányzója
- Mark Edward Kelly, Arizona szenátora
- J. B. Pritzker, Illinois kormányzója
- Josh Shapiro, Pennsylvania kormányzója
- Tim Walz, Minnesota kormányzója

Július 26-ra a The Washington Post információi szerint Cooper, Kelly és Shapiro voltak a lista élén, amit az MSNBC is megerősített. A Bloomberg News viszont a listához adta még Walz-ot is. Cooper 2024. július 29-én megosztotta a Harris-kampánnyal, hogy nem tervez alelnökjelölt lenni, így tovább szűkült a lista. Döntése indoka nem ismert. Harris 2024. augusztus 4-én találkozott a lehetséges jelöltekkel az alelnöki rezidencián, meginterjúvolta a három politikust. Ugyanezen a napon a USA Today információi szerint az utolsó két jelölt Shapiro és Walz voltak. A bejelentésre augusztus 6. délelőtt került sor, Harris Walzot választotta.
- Mark Edward Kelly, Arizona szenátora
- Josh Shapiro, Pennsylvania kormányzója
- Tim Walz, Minnesota kormányzója

## Előválasztások
- január 15.: iowai gyűlések (eredmények március 5-én jelennek meg)
- január 23.: New Hampshire
- február 3.: dél-karolinai előválasztás
- február 6.: nevadai előválasztás
- február 27.: michigani előválasztás
- március 5.: Szuperkedd (alabamai, arkansasi, amerikai szamoai, coloradói, észak-karolinai, kaliforniai, maine-i, massachusettsi, minnesotai, oklahomai, tennessee-i, texasi, utah-i, vermonti és virginiai előválasztások)
- március 12.: külföldi demokraták, georgiai, mississippi és washingtoni előválasztások, illetve a Északi-Mariana-szigeteki gyűlések
- március 19.: arizonai, floridai, illinois-i, kansasi és ohiói előválasztások
- március 23.: louisianai és missouri előválasztások
- április 2.: delaware-i, New York-i, Rhode Islandi, connecticuti és wisconsini előválasztások
- április 6.: alaszkai, hawaii és észak-dakotai előválasztások
- április 13.: wyomingi megyei gyűlések
- április 23.: pennsylvaniai előválasztás
- április 28.: Puerto Ricó-i előválasztás
- május 7.: indianai előválasztás
- május 14.: marylandi, nebraskai és nyugat-virginiai előválasztások
- május 21.: kentucky és oregoni előválasztások
- május 23.: idahói megyei gyűlések
- június 4.: fővárosi, montanai, New Jersey-i, új-mexikói és dél-dakotai előválasztások
- június 8.: guami és Virgin-szigeteki gyűlések

## Idővonal
|  | Aktív kampány       |  | Bizottság      |  | Demokrata Nemzeti Gyűlés |
|  | Visszalépett jelölt |  | Előválasztások |  |                          |

## Támogatók
| Kamala Harris |
| --- |
| Elnökök - Joe Biden, az Amerikai Egyesült Államok 46. elnöke (2021–napjainkig), az Amerikai Egyesült Államok 47. alelnöke (2009–2017), az Amerikai Egyesült Államok szenátora Delaware államból (1973–2009) - Barack Obama, az Amerikai Egyesült Államok 44. elnöke (2009–2017), az Amerikai Egyesült Államok szenátora Illinois államból (2005–2008) - Bill Clinton, az Amerikai Egyesült Államok 42. elnöke (1993–2001), Arkansas 40. és 42. kormányzója (1979–1981, 1983–1992), Arkansas főügyésze (1977–1979) Kabinettagok - Hillary Clinton, az Amerikai Egyesült Államok külügyminisztere (2009–2013), az Amerikai Egyesült Államok szenátora New York államból (2001–2009), az Amerikai Egyesült Államok first ladyje (1993–2001), 2016-os demokrata elnökjelölt - John Kerry, a Biden-kormány klímaváltozási küldöttje (2021–2024), az Amerikai Egyesült Államok külügyminisztere (2013–2017), az Amerikai Egyesült Államok szenátora Massachusetts államból (1985–2013), Massachusetts alkormányzója (1983–1985) Kormányzók - Janet Mills, Maine (2019–napjainkig) - Jared Polis, Colorado (2019–napjainkig) Szenátorok - Tammy Baldwin, Wisconsin (2013–napjainkig) - Laphonza Butler, Kalifornia (2023–napjainkig) - Chris Coons, Delaware (2010–napjainkig) - Tim Kaine, Virginia (2013–napjainkig) - Mark Edward Kelly, Arizona (2020–napjainkig) - Amy Klobuchar, Minnesota (2007–napjainkig), 2020-as demokrata elnökjelölt - Patty Murray, Washington (1993–napjainkig), Az Amerikai Egyesült Államok Szenátusának pro tempore elnöke (2023–napjainkig) - Jon Ossoff, Georgia (2021–napjainkig) - Alex Padilla, Kalifornia (2021–napjainkig) - Tina Smith, Minnesota (2018–napjainkig) - Elizabeth Warren, Massachusetts (2013–napjainkig) - Mark Warner, Virginia (2009–napjainkig) Képviselők - Nanette Barragán, Kalifornia 44. (2017–napjainkig) - Jamaal Bowman, New York 16. (2021–napjainkig) - Cori Bush, Missouri 1. (2023–napjainkig) - Salud Carbajal, Kalifornia 24. (2017–napjainkig) - Jim Clyburn, Dél-Karolina 6. (1993–napjainkig), Képviselőházi demokrata frakció-alelnök (2003–2007), Képviselőházi demokrata frakcióelnök (2006–2007), House Majority Whip (2007–2011; 2019–2023), Képviselőházi helyettes demokrata frakcióvezető (2011–2019; 2023–2024) - Joe Courtney, Connecticut 2. (2007–napjainkig) - Jasmine Crockett, Texas 30. (2023-napjainkig) - Debbie Dingell, Michigan 6. (2015-napjainkig) - Maxwell Alejandro Frost, Florida 10. (2023–napjainkig) - Jahana Hayes, Connecticut 5. (2019–napjainkig) - Steven Horsford, Nevada 4. (2013–2015; 2019–napjainkig) - Jared Huffman, Kalifornia 2. (2013–napjainkig) - Pramila Jayapal, Washington 7. (2017–napjainkig), a Kongresszusi Progresszív Frakció elnöke (2021–napjainkig) - Tim Kennedy, New York 26. (2024–napjainkig) - Dan Kildee, Michigan 8. (2023–napjainkig), Michigan 5. (2013–2023) - Annie Kuster, New Hampshire 2. (2013–napjainkig), a New Democrat Coalition elnöke (2023–napjainkig) - Summer Lee, Pennsylvania 12. (2023–napjainkig) - Ted Lieu, Kalifornia 36. (2023–napjainkig), Kalifornia 33. (2015–2023), Képviselőházi demokrata frakció-alelnök (2023–napjainkig) - Gregory Meeks, New York 5. (2013–napjainkig), New York 6. (1998–2013) - Gwen Moore, Wisconsin 4. (2005–napjainkig) - Jared Moskowitz, Florida 23. (2023–napjainkig) - Ilhan Omar, Minnesota 5. (2019–napjainkig) - Ayanna Pressley, Massachusetts 7. (2019–napjainkig) - Delia Ramirez, Illinois 3. (2023–napjainkig) - Adam Schiff, Kalifornia 30. (2023–napjainkig), Kalifornia 28. (2013–2023), Kalifornia 29. (2003–2013), Kalifornia 27. (2001–2003) - Brad Schneider, Illinois 10. (2013–2015, 2017–napjainkig) - Hillary Scholten, Michigan 3. (2023-napjainkig) - Haley Stevens, Michigan 11. (2019-napjainkig) - Emilia Sykes, Ohio 13. (2023–napjainkig) - Shri Thanedar, Michigan 13. (2023-napjainkig) Szervezetek - Emily’s List - Priorities USA Action Egyének - Reid Hoffman, a LinkedIn alapítója |
| Joe Biden (visszalépett) |
| Elnökök - Barack Obama, az Egyesült Államok 44. elnöke (2009–2017), az Egyesült Államok szenátora Illinois államból (2005–2008), Illinois állami szenátora (1997–2004) Alelnökök - Kamala Harris, az Egyesült Államok alelnöke (2021–napjainkig), az Egyesült Államok szenátora Kalifornia államból (2017–2021), Kalifornia főügyésze (2011–2017), San Francisco kerületi ügyésze (2004–2011) Kabinettagok - Hillary Clinton, az Egyesült Államok 67. külügyminisztere (2009–2013), az Egyesült Államok szenátora New Yorkból (2001–2009), az Egyesült Államok first ladyje (1993–2001), 2016-os demokrata elnökjelölt - Tom Perez, az Egyesült Államok 26. munkaügyi minisztere (2013–2017), Demokrata Nemzeti Bizottság elnöke (2017–2021) - Hilda Solis, az Egyesült Államok 25. munkaügyi minisztere (2009–2013), az Egyesült Államok képviselője (2001–2009), Los Angeles megye felügyelőtanácsának tagja (2014–napjainkig) Amerikai nagykövetek - Caroline Kennedy, az Egyesült Államok nagykövete Ausztráliába (2022–napjainkig), az Egyesült Államok nagykövete Japánba (2013–2017) - Joe Kennedy III, az Egyesült Államok küldöttje Észak-Írországba (2022–napjainkig), az Egyesült Államok képviselője Massachusetts államból (2013–2021) - Victoria Reggie Kennedy, az Egyesült Államok nagykövete Ausztriába (2022–napjainkig) Egyéb szövetségi tisztviselők - James Comey, a Szövetségi Nyomozóiroda igazgatója (2013–2017), az Egyesült Államok helyettes főügyésze (2003–2005), New York déli kerületének kerületi ügyésze (2002–2003) (független) - Patrick Murphy, az Egyesült Államok haderejének alminisztere (2016–2017), az Egyesült Államok haderejének minisztere (2016), az Egyesült Államok képviselője Pennsylvania államból (2007–2011) Szövetségi szenátorok - Michael Bennet, az Egyesült Államok szenátora Coloradóból (2009–napjainkig) - Richard Blumenthal, az Egyesült Államok szenátora Connecticutból (2011–napjainkig), Connecticut 23. főügyésze (1993–2011) - Cory Booker, az Egyesült Államok szenátora New Jerseyből (2013–napjainkig) - Sherrod Brown, az Egyesült Államok szenátora Ohióból (2007–napjainkig) - Tom Carper, az Egyesült Államok szenátora Delaware-ből (2001–napjainkig), Delaware 71. kormányzója (1993–2001) - Chris Coons, az Egyesült Államok szenátora Delaware-ből (2010–napjainkig) - Tammy Duckworth, az Egyesült Államok szenátora Illinois-ból (2017–napjainkig), az Egyesült Államok képviselője (2013–2017), helyettes veteránügyi miniszter (2009–2011) – Biden–Harris kampányelnök - Maggie Hassan, az Egyesült Államok szenátora New Hampshire-ből (2017–napjainkig), New Hampshire 81. kormányzója (2013–2017) - John Hickenlooper, az Egyesült Államok szenátora Coloradóból (2021–napjainkig), Colorado 42. kormányzója (2011–2019), Denver 43. polgármestere (2003–2011) - Tim Kaine, az Egyesült Államok szenátora Virginiából (2013–napjainkig) - Amy Klobuchar, az Egyesült Államok szenátora Minnesotából (2007–napjainkig), 2020-as elnökjelölt - Ed Markey, az Egyesült Államok szenátora Massachusettsből (2013–napjainkig), az Egyesült Államok képviselője (1976–2013), a Green New Deal szenátusi szerzője - Chris Murphy, az Egyesült Államok szenátora Connecticutból (2013–napjainkig), az Egyesült Államok képviselője (2007–2013) - Patty Murray, az Egyesült Államok szenátora Washingtonból (1993–napjainkig), az Egyesült Államok Szenátusának pro tempore elnöke (2023–napjainkig) - Alex Padilla, az Egyesült Államok szenátora Kaliforniából (2021–napjainkig) - Jack Reed, az Egyesült Államok szenátora Rhode Islandből (1997–napjainkig) - Bernie Sanders, az Egyesült Államok szenátora Vermontból (2007–napjainkig), 2020-as elnökjelölt - Chuck Schumer, az Egyesült Államok szenátora New Yorkból (1999–napjainkig), a Szenátus többségi vezetője (2021–napjainkig) - Jeanne Shaheen, az Egyesült Államok szenátora New Hampshire-ből (2009–napjainkig), New Hampshire 78. kormányzója (1997–2003) - Jon Tester, az Egyesült Államok szenátora Montanából (2007–napjainkig) - Raphael Warnock, az Egyesült Államok szenátora Georgiából (2021–napjainkig) - Elizabeth Warren, az Egyesült Államok szenátora Massachusettsből (2013–napjainkig), 2020-as elnökjelölt Szövetségi képviselők - Alma Adams, az Egyesült Államok képviselője Észak-Karolina 12. választókerületéből (2014–napjainkig) - Pete Aguilar, az Egyesült Államok képviselője Kalifornia 31. (2015–2023) és 33. választókerületéből (2023–napjainkig), a Demokrata Párt képviselőházi frakcióvezetője (2023–napjainkig) - Colin Allred, az Egyesült Államok képviselője Texas 32. választókerületéből (2019–napjainkig), 2024-es szenátorjelölt - Joyce Beatty, az Egyesült Államok képviselője Ohio 3. választókerületéből (2013–napjainkig) - Ami Bera, az Egyesült Államok képviselője Kalifornia 6. választókerületéből (2013–napjainkig) - Lisa Blunt Rochester, az Egyesült Államok képviselője Delaware egyetlen választókerületéből (2017–napjainkig) – Biden–Harris kampányelnök - Brendan Boyle, az Egyesült Államok képviselője Pennsylvania 2. választókerületéből (2015–napjainkig) - Shontel Brown, az Egyesült Államok képviselője Ohio 11. választókerületéből (2021–napjainkig) - Nikki Budzinski, az Egyesült Államok képviselője Illinois 13. választókerületéből (2023–napjainkig) - Matt Cartwright, az Egyesült Államok képviselője Pennsylvania 8. (2019–napjainkig) és 17. választókerületéből (2013–2019) - Greg Casar, az Egyesült Államok képviselője Texas 35. választókerületéből (2023–napjainkig) - Joaquin Castro, az Egyesült Államok képviselője Texas 20. választókerületéből (2013–napjainkig) - Sheila Cherfilus-McCormick, az Egyesült Államok képviselője Florida 20. választókerületéből (2022–napjainkig) - Jim Clyburn, az Egyesült Államok képviselője Dél-Karolina 6. választókerületéből (1993–napjainkig) - Steve Cohen, az Egyesült Államok képviselője Tennessee 9. választókerületéből (2007–napjainkig) - Joe Courtney, az Egyesült Államok képviselője Connecticut 2. választókerületéből (2007–napjainkig) - Angie Craig, az Egyesült Államok képviselője Minnesota 3. választókerületéből (2019–napjainkig) - Jasmine Crockett, az Egyesült Államok képviselője Texas 30. választókerületéből (2023–napjainkig) - Jason Crow, az Egyesült Államok képviselője Colorado 6. választókerületéből (2019–napjainkig) - Henry Cuellar, az Egyesült Államok képviselője Texas 28. választókerületéből (2005–napjainkig) - Diana DeGette, az Egyesült Államok képviselője Colorado 1. választókerületéből (1997–napjainkig) - Veronica Escobar, az Egyesült Államok képviselője Texas 16. választókerületéből (2019–napjainkig) - Lizzie Fletcher, az Egyesült Államok képviselője Texas 7. választókerületéből (2019–napjainkig) - Valerie Foushee, az Egyesült Államok képviselője Észak-Karolina 4. választókerületéből (2023–napjainkig) - Maxwell Frost, az Egyesült Államok képviselője Florida 10. választókerületéből (2023–napjainkig) - Robert Garcia, az Egyesült Államok képviselője Kalifornia 42. választókerületéből (2023–napjainkig) - Sylvia Garcia, az Egyesült Államok képviselője Texas 29. választókerületéből (2019–napjainkig) - Al Green, az Egyesült Államok képviselője Texas 9. választókerületéből, (2005–napjainkig) - Chrissy Houlahan, az Egyesült Államok képviselője Pennsylvania 6. választókerületéből (2019–napjainkig) - Sheila Jackson Lee, az Egyesült Államok képviselője Texas 18. választókerületéből (1995–napjainkig) - Sara Jacobs, az Egyesült Államok képviselője Kalifornia 51. választókerületéből (2021–napjainkig) - Pramila Jayapal, az Egyesült Államok képviselője Washington 7. választókerületéből (2017–napjainkig), a Progresszív Kongresszusi Gyűlés elnöke (2021–napjainkig) - Marcy Kaptur, az Egyesült Államok képviselője Ohio 9. választókerületéből (1983–napjainkig) - Ro Khanna, az Egyesült Államok képviselője Kalifornia 17. választókerületéből (2017–napjainkig) - Dan Kildee, az Egyesült Államok képviselője Michigan 5. (2013–2023) és 8. választókerületéből (2023–napjainkig) - Annie Kuster, az Egyesült Államok képviselője New Hampshire 2. választókerületéből (2013–napjainkig) - Jennifer McClellan, az Egyesült Államok képviselője Virginia 4. választókerületéből (2023–napjainkig) - Grace Meng, az Egyesült Államok képviselője New York 6. választókerületéből (2013–napjainkig) - Seth Moulton, az Egyesült Államok képviselője Massachusetts 6. választókerületéből (2015–napjainkig), 2020-as elnökjelölt - Joe Neguse, az Egyesült Államok képviselője Colorado 2. választókerületéből (2019–napjainkig) - Ilhan Omar, az Egyesült Államok képviselője Minnesota 5. választókerületéből (2019–napjainkig) - Nancy Pelosi, az Egyesült Államok képviselője Kalifornia 11. választókerületéből (1987–napjainkig), házelnök (2007–2011, 2019–2023) - Mary Peltola, az Egyesült Államok képviselője Alaszka egyetlen választókerületéből (2022–napjainkig) - Brittany Pettersen, az Egyesült Államok képviselője Colorado 7. választókerületéből (2023–napjainkig) - Delia Ramirez, az Egyesült Államok képviselője Illinois 3. választókerületéből (2023–napjainkig) - Deborah Ross, az Egyesült Államok képviselője Észak-Karolina 2. választókerületéből (2021–napjainkig) - Pat Ryan, az Egyesült Államok képviselője New York 18. választókerületéből (2022–napjainkig) - Darren Soto, az Egyesült Államok képviselője Florida 9. választókerületéből (2017–napjainkig) - Dina Titus, az Egyesült Államok képviselője Nevada 1. választókerületéből (2013–napjainkig), NV-03 (2009–2011) - Lauren Underwood, az Egyesült Államok képviselője Illinois 14. választókerületéből (2019–napjainkig) - Marc Veasey, az Egyesült Államok képviselője Texas 33. választókerületéből (2013–napjainkig) - Debbie Wasserman Schultz, az Egyesült Államok képviselője Florida 23. választókerületéből (2005–napjainkig), a Demokrata Nemzeti Bizottság elnöke (2011–2016) - Susan Wild, az Egyesült Államok képviselője Pennsylvania 7. választókerületéből (2018–napjainkig) - Nikema Williams, az Egyesült Államok képviselője Georgia 5. választókerületéből (2021–napjainkig) Kormányzók - Steve Bullock, Montana kormányzója (2013–2021), 2020-as elnökjelölt - John Carney, Delaware kormányzója (2017–napjainkig) - Roy Cooper, Észak-Karolina kormányzója (2017–napjainkig) - Andrew Cuomo, New York kormányzója (2011–2021) - Maura Healey, Massachusetts kormányzója (2023–napjainkig), Massachusetts főügyésze (2015–2023) - Kathy Hochul, New York kormányzója (2021–napjainkig), New York helyettes kormányzója (2015–2021) - Ned Lamont, Connecticut kormányzói (2019–napjainkig) - Michelle Lujan Grisham, Új-Mexikó kormányzói (2019–napjainkig) - Wes Moore, Maryland kormányzója (2023–napjainkig) - Phil Murphy, New Jersey kormányzója (2018–napjainkig) - Gavin Newsom, Kalifornia kormányzója (2019–napjainkig) - J. B. Pritzker, Illinois kormányzója (2019–napjainkig) - Josh Shapiro, Pennsylvania kormányzója (2023–napjainkig), Pennsylvania főügyésze (2017–2023) - Gretchen Whitmer, Michigan kormányzója (2019–napjainkig) – Biden–Harris kampányelnök Kormányzóhelyettesek - Austin Davis, Pennsylvania kormányzóhelyettese (2023–napjainkig) - Garlin Gilchrist, Michigan kormányzóhelyettese (2019–napjainkig) - Eleni Kounalakis, Kalifornia kormányzóhelyettese (2019–napjainkig) - Sara Rodriguez, Wisconsin kormányzóhelyettese (2023–napjainkig), az Egyesült Államok budapesti nagykövete (2010–2013) Állami törvényhozók - Shevrin Jones, Florida szenátora (2020–napjainkig), Florida képviselője (2012–2020) - Malcolm Kenyatta, Pennsylvania képviselője (2019–napjainkig), 2022-es szövetségi szenátorjelölt Pennsylvaniában Polgármesterek - Eric Adams, New York City, New York 110. polgármestere (2022–napjainkig) - Karen Bass, Los Angeles, Kalifornia 43. polgármestere (2022–napjainkig) - Andre Dickens, Atlanta, Georgia 61. polgármestere (2022–napjainkig) - Mike Duggan, Detroit, Michigan 75. polgármestere (2014–napjainkig) - Kate Gallego, Phoenix, Arizona 62. polgármestere (2019–napjainkig) - Brandon Johnson, Chicago, Illinois 57. polgármestere (2023–napjainkig), Cook megye felügyelőtanácsának tagja (2018–2023) - Vi Lyles, Charlotte, Észak-Karolina 59. polgármestere (2017–napjainkig) - Aftab Pureval, Cincinnati, Ohio 70. polgármestere (2022–napjainkig) - Satya Rhodes-Conway, Madison, Wisconsin 58. polgármestere (2019–napjainkig) - Regina Romero, Tucson, Arizona 42. polgármestere (2019–napjainkig) - Levar Stoney, Richmond, Virginia 80. polgármestere (2017–napjainkig) - Nan Whaley, Dayton, Ohio 56. polgármestere (2014–2022), 2022-es ohiói kormányzójelölt Megyei tisztségviselők - Lina Hidalgo, Harris megye, Texas megyei bírája (2019–napjainkig) Párt-tisztségviselők - Nancy DiNardo, a connecticuti Demokrata Párt elnöke (2005–2015, 2020–napjainkig) - Jaime Harrison, a Demokrata Nemzeti Bizottság elnöke (2021–napjainkig) - Ken Martin, a minnesotai Demokrata-Farmer-Munkáspárt elnöke (2011–napjainkig) - Daniele Monroe-Moreno, a nevadai Demokrata Párt elnöke (2023–napjainkig) - Lauren Necochea, az idahói Demokrata Párt elnöke (2022–napjainkig), Idaho képviselője (2019–napjainkig) - Sharif Street, a penylvaniai Demokrata Párt elnöke (2022–napjainkig) - Ben Wikler, a wisconsini Demokrata Párt elnöke (2019–napjainkig) Párt-, és politikai szervezetek - American Bridge 21st Century - Amerika Zsidó Demokrata Tanácsa - Arizonai Demokrata Párt - Coloradói Demokrata Párt - Demokrata Többség Izraelért - Észak-karolinai Demokrata Párt - Georgiai Demokrata Párt - Indivisible - Moms Demand Action - MoveOn - Nebraskai Demokrata Párt - Nevadai Demokrata Párt - New York Állami Demokrata Párt - NextGen America PAC - Ohiói Demokrata Párt - Oregoni Demokrata Párt - Pennsylvaniai Demokrata Párt - Priorities USA Action - Wisconsini Demokrata Párt Szakszervezetek - Amalgamated Transit Union, 200 ezer főt képvisel - International Alliance of Theatrical Stage Employees, 150 ezer főt képvisel - International Association of Bridge, Structural, Ornamental, and Reinforcing Iron Workers, 130 ezer főt képvisel - International Brotherhood of Electrical Workers, 775 ezer főt képvisel - National Education Association, 3 millió főt képvisel - Service Employees International Union, 2 millió főt képvisel Újságok - The Boston Globe Egyének - Reid Hoffman, vállalkozó, befektető, a LinkedIn alapítója - Jeffrey Katzenberg, a DreamWorks Animation vezérigazgatója,– Biden–Harris kampányelnök - Rory Kennedy, dokumentumfilm-rendező, Robert F. Kennedy lánya - Dennis Mehiel, üzletember és befektető - Cecile Richards, a Planned Parenthood volt elnöke - Haim Saban, üzletember, sajtótulajdonos és befektető - Alexander Soros, filantróp, Soros György fia - Tom Steyer, hedge fund-menedzser, liberális aktivista, filantróp, 2020-as elnökjelölt - Donald Sussman, hedge fund-igazgató Nemzetközi - Olaf Scholz, Németország kancellárja (2021–napjainkig) (Németország Szociáldemokrata Pártja) - Justin Trudeau, Kanada miniszterelnöke (2015–napjainkig), Kanada parlamenti képviselője (2008–napjainkig) (Kanadai Liberális Párt) |
| Marianne Williamson |
| Állami képviselők - Maria Perez, New Hampshire képviselője (2020–napjainkig) Egyének - Kii Arens, rendező, művész - Krystal Ball, újságíró, hírolvasó - Keith Benson, az MFSB dobosa - Keith David, színész - Jimmy Demers, énekes - Steven Donziger, jogász - Harvey J. Kaye, szociológus és történész (Williamson kampánytanácsadója) - Kyle Kulinski, politikai szakértő, műsorvezető - Leah McSweeney, designer és televíziós személyiség |

## Közvéleménykutatás

### Általános
Országos közvéleménykutatás
Átlagos eredmények
| Forrás              | Dátum                           | Frissítve          | Joe Biden | Dean Phillips | Marianne Williamson | Más/ nem döntött | Különbség |
| ------------------- | ------------------------------- | ------------------ | --------- | ------------- | ------------------- | ---------------- | --------- |
| FiveThirtyEight     | 2023. december 1-ig             | 2023. december 4.  | 64.9%     | 4.0%          | 7.1%                | 24.0%            | 57.8%     |
| 270 to Win          | 2023. november 9–20.            | 2023. november 27. | 69.4%     | 3.6%          | 8.7%                | 18.3%            | 60.7%     |
| Race to the WH      | 2023. november 20-ig            | 2023. november 21. | 69.3%     | –             | 7.7%                | 23.0%            | 61.6%     |
| Real Clear Politics | 2023. november 9. – december 1. | 2023. december 4.  | 68.4%     | 3.4%          | 8.4%                | 19.8%            | 60.0%     |
| Átlag               | Átlag                           | Átlag              | 67.6%     | 3.7%          | 8.1%                | 20.6%            | 59.5%     |

Bejelentett jelöltekkel
| TIPP/I&I                                                                            | 2023. november 29. – december 1.    | –                                           | 61%                                         | –                                           | 3%                                          | 5%                                          | 4%                                          | 26%                                         | 56%                                         |                                             |                                             |
| Harris X/The Messenger                                                              | 2023. november 22–28.               | 1399 (RV)                                   | 65%                                         | –                                           | 4%                                          | 8%                                          | 11%                                         | 13%                                         | 57%                                         |                                             |                                             |
| Emerson College                                                                     | 2023. november 17–20.               | 599 (LV)                                    | 65.8%                                       | –                                           | 2.0%                                        | 4.8%                                        | –                                           | 27.4%                                       | 61.0%                                       |                                             |                                             |
| McLaughlin & Associates                                                             | 2023. november 16–20.               | 440 (LV)                                    | 66%                                         | –                                           | 3%                                          | 9%                                          | –                                           | 22%                                         | 57%                                         |                                             |                                             |
| Harris X/The Messenger                                                              | 2023. november 15–19.               | 1066 (RV)                                   | 65%                                         | –                                           | 4%                                          | 5%                                          | 11%                                         | 15%                                         | 60%                                         |                                             |                                             |
| Echelon Insights                                                                    | 2023. november 14–17.               | 482 (LV)                                    | 67%                                         | –                                           | 5%                                          | 6%                                          | 4%                                          | 18%                                         | 61%                                         |                                             |                                             |
| NBC News                                                                            | 2023. november 10–14.               | 311 (RV)                                    | 77%                                         | –                                           | 4%                                          | 12%                                         | 7%                                          | –                                           | 65%                                         |                                             |                                             |
| Fox News                                                                            | 2023. november 10–13.               | 386 (RV)                                    | 72%                                         | –                                           | 3%                                          | 13%                                         | –                                           | –                                           | 59%                                         |                                             |                                             |
| YouGov/Yahoo News                                                                   | 2023. november 9–13.                | 461 (RV)                                    | 64%                                         | –                                           | 4%                                          | 4%                                          | –                                           | 26%                                         | 60%                                         |                                             |                                             |
| Quinnipiac                                                                          | 2023. november 9–13.                | 666 (RV)                                    | 74%                                         | –                                           | 4%                                          | 12%                                         | 4%                                          | 5%                                          | 62%                                         |                                             |                                             |
| Big Village                                                                         | 2023. október 30. – november 5.     | 642 (LV)                                    | 71.4%                                       | –                                           | 9.2%                                        | 11.1%                                       | 8.3%                                        | –                                           | 60.3%                                       |                                             |                                             |
| TIPP Insights                                                                       | 2023. november 1–3.                 | 1282 (RV)                                   | 72%                                         | –                                           | 4%                                          | 4%                                          | –                                           | 20%                                         | 68%                                         |                                             |                                             |
| Morning Consult                                                                     | 2023. október 30. – november 2.     | 789 (LV)                                    | 73%                                         | –                                           | 4%                                          | 4%                                          | –                                           | 19%                                         | 69%                                         |                                             |                                             |
| CNN/SSRS                                                                            | 2023. október 27. – november 2.     | 562 (RV)                                    | 71%                                         | –                                           | 11%                                         | 8%                                          | 5%                                          | 4%                                          | 61%                                         |                                             |                                             |
| HarrisX/The Messenger Archiválva 2023. november 30-i dátummal a Wayback Machine-ben | 2023. október 30. – november 1.     | 725 (RV)                                    | 75%                                         | –                                           | 4%                                          | 5%                                          | 9%                                          | 10%                                         | 70%                                         |                                             |                                             |
| Quinnipiac                                                                          | 2023. október 26–30.                | 695 (RV)                                    | 77%                                         | –                                           | 6%                                          | 8%                                          | 5%                                          | 5%                                          | 69%                                         |                                             |                                             |
|                                                                                     | 2023. október 26.                   | Phillips bejelenti jelöltségét              | Phillips bejelenti jelöltségét              | Phillips bejelenti jelöltségét              | Phillips bejelenti jelöltségét              | Phillips bejelenti jelöltségét              | Phillips bejelenti jelöltségét              | Phillips bejelenti jelöltségét              | Phillips bejelenti jelöltségét              | Phillips bejelenti jelöltségét              | Phillips bejelenti jelöltségét              |
| Echelon Insights                                                                    | 2023. október 23–26.                | 472 (LV)                                    | 59%                                         | –                                           | 1%                                          | 7%                                          | 4%                                          | 27%                                         | 52%                                         |                                             |                                             |
| Noble Predictive Insights                                                           | 2023. október 20–26.                | 894 (LV)                                    | 77%                                         | –                                           | –                                           | 8%                                          | –                                           | 14%                                         | 69%                                         |                                             |                                             |
| HarrisX/The Messenger                                                               | 2023. október 16–23.                | 1106 (RV)                                   | 70%                                         | –                                           | –                                           | 9%                                          | 13%                                         | 9%                                          | 61%                                         |                                             |                                             |
| USA Today/Suffolk                                                                   | 2023. október 17–20.                | 289 (LV)                                    | 73.0%                                       | –                                           | –                                           | 10.7%                                       | 1.0%                                        | 15.2%                                       | 62.3%                                       |                                             |                                             |
| Emerson College                                                                     | 2023. október 16–17.                | 643 (RV)                                    | 70.0%                                       | –                                           | –                                           | 9.9%                                        | –                                           | 20.1%                                       | 60.1%                                       |                                             |                                             |
| Yahoo News                                                                          | 2023. október 12–16.                | 509 (LV)                                    | 68%                                         | –                                           | –                                           | 6%                                          | 4%                                          | 21%                                         | 62%                                         |                                             |                                             |
| Zogby Analytics                                                                     | 2023. október 13–15.                | 424 (LV)                                    | 67.6%                                       | 14.9%                                       | –                                           | 1.6%                                        | 6.4%                                        | 9.6%                                        | 52.7%                                       |                                             |                                             |
|                                                                                     | 2023. október 9.                    | Kennedy bejelenti, hogy függetlenként indul | Kennedy bejelenti, hogy függetlenként indul | Kennedy bejelenti, hogy függetlenként indul | Kennedy bejelenti, hogy függetlenként indul | Kennedy bejelenti, hogy függetlenként indul | Kennedy bejelenti, hogy függetlenként indul | Kennedy bejelenti, hogy függetlenként indul | Kennedy bejelenti, hogy függetlenként indul | Kennedy bejelenti, hogy függetlenként indul | Kennedy bejelenti, hogy függetlenként indul |
| Harris X/The Messenger Archiválva 2024. január 5-i dátummal a Wayback Machine-ben   | 2023. október 4–7.                  | 1080 (RV)                                   | 58%                                         | 15%                                         | –                                           | 7%                                          | 7%                                          | 13%                                         | 43%                                         |                                             |                                             |
| Big Village                                                                         | 2023. szeptember 29. – október 3.   | 1106 (RV)                                   | 61.8%                                       | 23.7%                                       | –                                           | 7.2%                                        | 7.3%                                        | –                                           | 38.1%                                       |                                             |                                             |
| TIPP/I&I                                                                            | 2023. szeptember 27–29.             | 560 (RV)                                    | 65%                                         | 14%                                         | –                                           | –                                           | –                                           | –                                           | 51%                                         |                                             |                                             |
| Echelon Insights                                                                    | 2023. szeptember 25–28.             | 499 (LV)                                    | 58%                                         | 18%                                         | –                                           | 4%                                          | 4%                                          | 16%                                         | 40%                                         |                                             |                                             |
| McLaughlin & Associates                                                             | 2023. szeptember 22–26.             | 432 (LV)                                    | 56%                                         | 15%                                         | –                                           | 3%                                          | –                                           | 26%                                         | 41%                                         |                                             |                                             |
| Marquette University Law School                                                     | 2023. szeptember 18–25.             | 372 (LV)                                    | 49%                                         | 13%                                         | –                                           | 4%                                          | –                                           | 34%                                         | 36%                                         |                                             |                                             |
| HarrisX/The Messenger                                                               | 2023. szeptember 13–19.             | 1114 (RV)                                   | 62%                                         | 16%                                         | –                                           | 6%                                          | 5%                                          | 11%                                         | 46%                                         |                                             |                                             |
| Emerson College                                                                     | 2023. szeptember 17–18.             | 457 (LV)                                    | 61.6%                                       | 14.3%                                       | –                                           | 3.6%                                        | –                                           | 20.5%                                       | 47.3%                                       |                                             |                                             |
| Rasmussen                                                                           | 2023. szeptember 14–18.             | –                                           | 57%                                         | 25%                                         | –                                           | 3%                                          | 7%                                          | –                                           | 32%                                         |                                             |                                             |
| YouGov                                                                              | 2023. szeptember 14–18.             | 486 (RV)                                    | 68%                                         | 7%                                          | –                                           | 4%                                          | –                                           | 19%                                         | 61%                                         |                                             |                                             |
| Harvard/Harris                                                                      | 2023. szeptember 13–14.             | 800 (RV)                                    | 60%                                         | 15%                                         | –                                           | 4%                                          | 9%                                          | 13%                                         | 45%                                         |                                             |                                             |
| Ipsos/Reuters                                                                       | 2023. szeptember 8–14.              | 2,024 (A)                                   | 67%                                         | 14%                                         | –                                           | 4%                                          | –                                           | –                                           | 53%                                         |                                             |                                             |
| Fox News                                                                            | 2023. szeptember 9–12.              | 404 (LV)                                    | 71%                                         | 17%                                         | –                                           | 6%                                          | 3%                                          | 3%                                          | 54%                                         |                                             |                                             |
| Quinnipiac University                                                               | 2023. szeptember 7–11.              | 724 (RV)                                    | 73%                                         | 11%                                         | –                                           | 8%                                          | –                                           | –                                           | 62%                                         |                                             |                                             |
| HarrisX/The Messenger                                                               | 2023. szeptember 6–11.              | 1245 (RV)                                   | 65%                                         | 11%                                         | –                                           | 7%                                          | 7%                                          | 10%                                         | 54%                                         |                                             |                                             |
| Redfield & Wilton Strategies                                                        | 2023. szeptember 3–4.               | 618 (LV)                                    | 71%                                         | 9%                                          | –                                           | 3%                                          | 3%                                          | 14%                                         | 62%                                         |                                             |                                             |
| Morning Consult                                                                     | 2023. augusztus 30. – szeptember 1. | 800 (RV)                                    | 76%                                         | 9%                                          | –                                           | 3%                                          | –                                           | –                                           | 67%                                         |                                             |                                             |
| I&I/TIPP                                                                            | 2023. augusztus 30. – szeptember 1. | 606 (RV)                                    | 68%                                         | 10%                                         | –                                           | 5%                                          | 3%                                          | 14%                                         | 58%                                         |                                             |                                             |
| Echelon Insights                                                                    | 2023. augusztus 28–31.              | 468 (RV)                                    | 57%                                         | 13%                                         | –                                           | 6%                                          | 4%                                          | 20%                                         | 44%                                         |                                             |                                             |
| Big Village                                                                         | 2023. augusztus 25–27.              | 919 (A)                                     | 60.3%                                       | 19.0%                                       | –                                           | 9.7%                                        | 10.9%                                       | –                                           | 41.3%                                       |                                             |                                             |
| Emerson College                                                                     | 2023. augusztus 25–26.              | 374 (RV)                                    | 61.0%                                       | 11.5%                                       | –                                           | 4.4%                                        | –                                           | 23.0%                                       | 49.5%                                       |                                             |                                             |
| HarrisX Archiválva 2023. szeptember 29-i dátummal a Wayback Machine-ben             | 2023. augusztus 24–26.              | 763 (RV)                                    | 66%                                         | 13%                                         | –                                           | 7%                                          | 5%                                          | 9%                                          | 53%                                         |                                             |                                             |
| McLaughlin & Associates                                                             | 2023. augusztus 15–23.              | 444 (LV)                                    | 61%                                         | 12%                                         | –                                           | 7%                                          | –                                           | 21%                                         | 40%                                         |                                             |                                             |
| HarrisX                                                                             | 2023. augusztus 17–21.              | 648 (A)                                     | 64%                                         | 13%                                         | –                                           | 4%                                          | 8%                                          | 11%                                         | 51%                                         |                                             |                                             |
| Yahoo News/YouGov                                                                   | 2023. augusztus 17–21.              | 495 (RV)                                    | 69%                                         | 7%                                          | –                                           | 5%                                          | 2%                                          | 18%                                         | 62%                                         |                                             |                                             |
| Emerson College                                                                     | 2023. augusztus 16–17.              | 608                                         | 68.9%                                       | 8.9%                                        | –                                           | 3.8%                                        | –                                           | 18.5%                                       | 60.0%                                       |                                             |                                             |
| Fox News/Beacon Research                                                            | 2023. augusztus 11–14.              | 399 (RV)                                    | 64%                                         | 17%                                         | –                                           | 9%                                          | –                                           | –                                           | 47%                                         |                                             |                                             |
| RMG Research                                                                        | 2023. augusztus 11–14.              | –                                           | 64%                                         | 13%                                         | –                                           | 4%                                          | 7%                                          | 9%                                          | 51%                                         |                                             |                                             |
| Quinnipiac University                                                               | 2023. augusztus 10–14.              | 666 (RV)                                    | 72%                                         | 13%                                         | –                                           | 9%                                          | 1%                                          | 3%                                          | 59%                                         |                                             |                                             |
| I&I/TIPP                                                                            | 2023. augusztus 2–4.                | 615 (RV)                                    | 63%                                         | 15%                                         | –                                           | 4%                                          | 3%                                          | 15%                                         | 48%                                         |                                             |                                             |
| Echelon Insights                                                                    | 2023. július 24–27.                 | 500 (LV)                                    | 62%                                         | 16%                                         | –                                           | 5%                                          | 4%                                          | 14%                                         | 46%                                         |                                             |                                             |
| The New York Times/Siena College                                                    | 2023. július 23–27.                 | 296 (LV)                                    | 64%                                         | 13%                                         | –                                           | 10%                                         | 1%                                          | 12%                                         | 51%                                         |                                             |                                             |
| Big Village                                                                         | 2023. július 24–26.                 | 922 (A)                                     | 62.6%                                       | 19.8%                                       | –                                           | 9.1%                                        | 8.4%                                        | –                                           | 42.8%                                       |                                             |                                             |
| McLaughlin & Associates                                                             | 2023. július 19–24.                 | 428 (LV)                                    | 65%                                         | 13%                                         | –                                           | 3%                                          | –                                           | 19%                                         | 52%                                         |                                             |                                             |
| Harvard-Harris                                                                      | 2023. július 19–20.                 | –                                           | 62%                                         | 16%                                         | –                                           | 5%                                          | 5%                                          | 11%                                         | 46%                                         |                                             |                                             |
| Quinnipiac University                                                               | 2023. július 13–17.                 | 727 (RV)                                    | 71%                                         | 14%                                         | –                                           | 7%                                          | 1%                                          | 5%                                          | 57%                                         |                                             |                                             |
| Yahoo News                                                                          | 2023. július 13–17.                 | 494                                         | 69%                                         | 7%                                          | –                                           | 5%                                          | 2%                                          | 17%                                         | 62%                                         |                                             |                                             |
| Reuters/Ipsos                                                                       | 2023. július 11–17.                 | 2,044 (RV)                                  | 63%                                         | 15%                                         | –                                           | 4%                                          | 3%                                          | 14%                                         | 48%                                         |                                             |                                             |
| I&I/TIPP                                                                            | 2023. július 5–7.                   | –                                           | 60%                                         | 16%                                         | –                                           | 5%                                          | 5%                                          | 14%                                         | 44%                                         |                                             |                                             |
| Echelon Insights                                                                    | 2023. június 26–29.                 | 511 (LV)                                    | 65%                                         | 14%                                         | –                                           | 5%                                          | 6%                                          | 11%                                         | 51%                                         |                                             |                                             |
| Fox News                                                                            | 2023. június 23–26.                 | 391                                         | 64%                                         | 17%                                         | –                                           | 10%                                         | 4%                                          | 6%                                          | 47%                                         |                                             |                                             |
| Emerson College                                                                     | 2023. június 19–20.                 | 441 (RV)                                    | 72.5%                                       | 14.6%                                       | –                                           | 2.5%                                        | 10.4%                                       | –                                           | 57.9%                                       |                                             |                                             |
| YouGov                                                                              | 2023. június 16–20.                 | –                                           | 70%                                         | 7%                                          | –                                           | 3%                                          | 2%                                          | 18%                                         | 63%                                         |                                             |                                             |
| Harvard-Harris                                                                      | 2023. június 14–15.                 | 2,090 (RV)                                  | 62%                                         | 15%                                         | –                                           | 4%                                          | 8%                                          | 12%                                         | 47%                                         |                                             |                                             |
| The Messenger/HarrisX                                                               | 2023. június 14–15.                 | 381 (RV)                                    | 54%                                         | 14%                                         | –                                           | 5%                                          | 10%                                         | 17%                                         | 40%                                         |                                             |                                             |
| Big Village                                                                         | 2023. június 9–14.                  | 916 (RV)                                    | 60.0%                                       | 18.3%                                       | –                                           | 11.2%                                       | 10.5%                                       | –                                           | 41.7%                                       |                                             |                                             |
| Quinnipiac University                                                               | 2023. június 8–12.                  | 722 (RV)                                    | 70%                                         | 17%                                         | –                                           | 8%                                          | –                                           | –                                           | 53%                                         |                                             |                                             |
| USA Today/Suffolk                                                                   | 2023. június 5–9.                   | 293 (RV)                                    | 58%                                         | 15%                                         | –                                           | 6%                                          | –                                           | 21%                                         | 43%                                         |                                             |                                             |
| I&I/TIPP                                                                            | 2023. május 31. – június 2.         | 638 (RV)                                    | 68%                                         | 12%                                         | –                                           | 4%                                          | 4%                                          | 12%                                         | 56%                                         |                                             |                                             |
| YouGov                                                                              | 2023. május 25–30.                  | 467 (RV)                                    | 62%                                         | 12%                                         | –                                           | 5%                                          | –                                           | 19%                                         | 50%                                         |                                             |                                             |
| Big Village                                                                         | 2023. május 26–28.                  | 425 (LV)                                    | 58.8%                                       | 19.0%                                       | –                                           | 10.6%                                       | 11.6%                                       | –                                           | 39.8%                                       |                                             |                                             |
| Echelon Insights                                                                    | 2023. május 22–25.                  | 538 (LV)                                    | 60%                                         | 14%                                         | –                                           | 5%                                          | 2%                                          | 19%                                         | 46%                                         |                                             |                                             |
| Fox News                                                                            | 2023. május 19–22.                  | 1001 (RV)                                   | 62%                                         | 16%                                         | –                                           | 8%                                          | 6%                                          | 8%                                          | 46%                                         |                                             |                                             |
| CNN                                                                                 | 2023. május 17–20.                  | 432 (RV)                                    | 60%                                         | 20%                                         | –                                           | 8%                                          | 13%                                         | –                                           | 40%                                         |                                             |                                             |
| Marquette Law School                                                                | 2023. május 8–18.                   | 312 (RV)                                    | 53%                                         | 12%                                         | –                                           | 7%                                          | –                                           | 28%                                         | 41%                                         |                                             |                                             |
| YouGov                                                                              | 2023. május 5–8.                    | 480 (RV)                                    | 67%                                         | 10%                                         | –                                           | 6%                                          | –                                           | 17%                                         | 57%                                         |                                             |                                             |
| Rasmussen Reports                                                                   | 2023. május 3–7.                    | 910 (LV)                                    | 62%                                         | 19%                                         | –                                           | 4%                                          | 15%                                         | –                                           | 43%                                         |                                             |                                             |
| Change Research                                                                     | 2023. április 28. – május 2.        | 1208 (LV)                                   | 65%                                         | 11%                                         | –                                           | 11%                                         | 11%                                         | 2%                                          | 55%                                         |                                             |                                             |
| Echelon Insights                                                                    | 2023. április 25–27.                | 513 (LV)                                    | 66%                                         | 10%                                         | –                                           | 2%                                          | 5%                                          | 17%                                         | 56%                                         |                                             |                                             |
|                                                                                     | 2023. április 25.                   | Biden bejelenti jelöltségét                 | Biden bejelenti jelöltségét                 | Biden bejelenti jelöltségét                 | Biden bejelenti jelöltségét                 | Biden bejelenti jelöltségét                 | Biden bejelenti jelöltségét                 | Biden bejelenti jelöltségét                 | Biden bejelenti jelöltségét                 | Biden bejelenti jelöltségét                 | Biden bejelenti jelöltségét                 |
| Emerson College Polling                                                             | 2023. április 24–25.                | 1100 (RV)                                   | 70%                                         | 21%                                         | –                                           | 8%                                          | –                                           | –                                           | 49%                                         |                                             |                                             |
| Fox News                                                                            | 2023. április 21–24.                | 1004 (RV)                                   | 62%                                         | 19%                                         | –                                           | 9%                                          | –                                           | 10%                                         | 43%                                         |                                             |                                             |
| Suffolk University                                                                  | 2023. április 19.                   | 600 (LV)                                    | 67%                                         | 14%                                         | –                                           | 5%                                          | –                                           | 13%                                         | 53%                                         |                                             |                                             |
| Morning Consult                                                                     | 2023. április 7–9.                  | 827 (LV)                                    | 70%                                         | 10%                                         | –                                           | 4%                                          | 8%                                          | 8%                                          | 60%                                         |                                             |                                             |
|                                                                                     | 2023. április 5.                    | Kennedy bejelenti jelöltségét               | Kennedy bejelenti jelöltségét               | Kennedy bejelenti jelöltségét               | Kennedy bejelenti jelöltségét               | Kennedy bejelenti jelöltségét               | Kennedy bejelenti jelöltségét               | Kennedy bejelenti jelöltségét               | Kennedy bejelenti jelöltségét               | Kennedy bejelenti jelöltségét               | Kennedy bejelenti jelöltségét               |
| Echelon Insights Archiválva 2023. április 3-i dátummal a Wayback Machine-ben        | 2023. március 27–29.                | 370 (LV)                                    | 73%                                         | –                                           | –                                           | 10%                                         | 17%                                         | –                                           | 63%                                         |                                             |                                             |
| Morning Consult                                                                     | 2023. március 3–5.                  | 826 (LV)                                    | 77%                                         | –                                           | –                                           | 4%                                          | 9%                                          | 10%                                         | 73%                                         |                                             |                                             |
|                                                                                     | 2023. március 4.                    | Williamson bejelenti jelöltségét            | Williamson bejelenti jelöltségét            | Williamson bejelenti jelöltségét            | Williamson bejelenti jelöltségét            | Williamson bejelenti jelöltségét            | Williamson bejelenti jelöltségét            | Williamson bejelenti jelöltségét            | Williamson bejelenti jelöltségét            | Williamson bejelenti jelöltségét            | Williamson bejelenti jelöltségét            |

### Feltételes közvéleménykutatás
Országos közvéleménykutatás
| Forrás                                                                       | Dátum                           | Megkérdezettek    | Hibahatár              | Stacey Abrams          | Cory Booker            | Pete Buttigieg         | Andrew Cuomo           | Kamala Harris          | Amy Klobuchar          | Gavin Newsom           | Michelle Obama         | Beto O'Rourke          | Alexandria Ocasio-Cortez | Bernie Sanders         | Elizabeth Warren       | Andrew Yang            | Más                    | Nem döntött            |
| ---------------------------------------------------------------------------- | ------------------------------- | ----------------- | ---------------------- | ---------------------- | ---------------------- | ---------------------- | ---------------------- | ---------------------- | ---------------------- | ---------------------- | ---------------------- | ---------------------- | ------------------------ | ---------------------- | ---------------------- | ---------------------- | ---------------------- | ---------------------- |
| Big Village                                                                  | 2023. február 15–17.            | 437 (A)           | –                      | –                      |                        | 11%                    |                        | 27%                    | 5%                     | 9%                     |                        |                        | 8%                       | 18%                    | 10%                    |                        | 8%                     | 4%                     |
| Ipsos                                                                        | 2023. február 6–13.             | 1786 (RV)         | –                      | –                      | –                      | 15%                    | –                      | 27%                    | –                      | 10%                    | –                      | –                      | –                        | 18%                    | 8%                     | –                      | 7%                     | 15%                    |
| Echelon Insights                                                             | 2023. január 23–25.             | 467 (LV)          | –                      | 4%                     | 4%                     | 11%                    | –                      | 23%                    | 4%                     | 8%                     | –                      | –                      | 9%                       | –                      | 8%                     | –                      | 9%                     | –                      |
| Harvard/Harris                                                               | 2023. január 18–19.             | 2050 (RV)         | –                      | 5%                     | –                      | 7%                     | 2%                     | 26%                    | 5%                     | 6%                     | –                      | –                      | 4%                       | 12%                    | 5%                     | –                      | 19%                    | 10%                    |
|                                                                              | 2022. november 8.               | 2022. november 8. | 2022-as választások    | 2022-as választások    | 2022-as választások    | 2022-as választások    | 2022-as választások    | 2022-as választások    | 2022-as választások    | 2022-as választások    | 2022-as választások    | 2022-as választások    | 2022-as választások      | 2022-as választások    | 2022-as választások    | 2022-as választások    | 2022-as választások    | 2022-as választások    |
| Harvard/Harris                                                               | 2022. július 27–28.             | 1885 (RV)         | –                      | 5%                     | –                      | 8%                     | –                      | 23%                    | 4%                     | –                      | –                      | –                      | 5%                       | 8%                     | 4%                     | –                      | 30%                    | 13%                    |
| Suffolk University                                                           | 2022. július 22–25.             | 440 (RV)          | ±2.0%                  | –                      | –                      | 16%                    | –                      | 18%                    | 11%                    | 8%                     | –                      | –                      | 10%                      | 18%                    | –                      | –                      | 8%                     | 10%                    |
| NewsStation/Decision Desk HQ                                                 | 2022. július 22–24.             | 1000 (RV)         | ±3.0%                  | –                      | –                      | 8%                     | –                      | 16%                    | –                      | 9%                     | –                      | –                      | 6%                       | 11%                    | –                      | –                      | 51%                    | –                      |
| McLaughlin & Associates                                                      | 2022. június 17–22.             | 456 (LV)          | –                      | 6%                     | 3%                     | 8%                     | 1%                     | 13%                    | 3%                     | 3%                     | 19%                    | 4%                     | 7%                       | –                      | –                      | –                      | 17%                    | 15%                    |
| Echelon Insights Archiválva 2022. június 27-i dátummal a Wayback Machine-ben | 2022. június 17–20.             | 511 (LV)          | –                      | 6%                     | –                      | 12%                    | –                      | 27%                    | 4%                     | 5%                     | –                      | –                      | 7%                       | –                      | 6%                     | –                      | 9%                     | 18%                    |
| McLaughlin & Associates                                                      | 2022. április 22–26.            | 463 (LV)          | –                      | 6%                     | 3%                     | 9%                     | 2%                     | 17%                    | 4%                     | 2%                     | 23%                    | 1%                     | 4%                       | –                      | –                      | –                      | 13%                    | 17%                    |
| McLaughlin & Associates                                                      | 2022. március 17–22.            | 466 (LV)          | –                      | 5%                     | 3%                     | 7%                     | 1%                     | 18%                    | 2%                     | 2%                     | 20%                    | 3%                     | 6%                       | –                      | –                      | –                      | 15%                    | 18%                    |
| McLaughlin & Associates                                                      | 2022. február 16–22.            | 453 (LV)          | –                      | 6%                     | 4%                     | 10%                    | 1%                     | 15%                    | 2%                     | 4%                     | 22%                    | 3%                     | 6%                       | –                      | –                      | –                      | 16%                    | 13%                    |
| McLaughlin & Associates                                                      | 2022. január 13–18.             | 463 (LV)          | –                      | 6%                     | 4%                     | 6%                     | 2%                     | 16%                    | 3%                     | 2%                     | 22%                    | 2%                     | 9%                       | –                      | –                      | –                      | 13%                    | 15%                    |
| Harvard/Harris                                                               | 2021. november 30 – december 2. | 1989 (RV)         | –                      | 5%                     | 5%                     | 8%                     | –                      | 31%                    | 5%                     | –                      | –                      | –                      | 7%                       | 15%                    | 7%                     | –                      | 16%                    | –                      |
| Hill-HarrisX                                                                 | 2021. november 18–19.           | 939 (RV)          | ± 3.2%                 | 4%                     | 3%                     | 5%                     | –                      | 26%                    | 3%                     | 4%                     | 15%                    | 2%                     | 5%                       | 7%                     | 2%                     | 1%                     | 8%                     | 16%                    |
| Echelon Insights                                                             | 2021. november 12–18.           | 458 (LV)          | –                      | 6%                     | 6%                     | 8%                     | –                      | 29%                    | 2%                     | 2%                     | –                      | –                      | 5%                       | 16%                    | 6%                     | –                      | 1%                     | 16%                    |
| McLaughlin & Associates                                                      | 2021. november 11–16.           | 450 (LV)          | –                      | 5%                     | 3%                     | 8%                     | 2%                     | 22%                    | 5%                     | –                      | 23%                    | 3%                     | 5%                       | –                      | –                      | –                      | 29%                    | –                      |
| YouGov/Yahoo News                                                            | 2021. október 19–21.            | 671 (A)           | –                      | 7%                     | –                      | 9%                     | –                      | 22%                    | –                      | –                      | –                      | –                      | 7%                       | 12%                    | 8%                     | –                      | 4%                     | 31%                    |
| Echelon Insights                                                             | 2021. október 15–19.            | 533 (LV)          | –                      | 5%                     | 4%                     | 9%                     | –                      | 23%                    | 4%                     | 3%                     | –                      | –                      | 5%                       | 16%                    | 6%                     | –                      | 3%                     | 20%                    |
| McLaughlin & Associates                                                      | 2021. október 14–18.            | 473 (LV)          | –                      | 5%                     | 3%                     | 9%                     | 2%                     | 29%                    | 3%                     | 2%                     | 18%                    | 3%                     | 7%                       | –                      | –                      | –                      | 7%                     | 14%                    |
| McLaughlin & Associates                                                      | 2021. szeptember 9–14.          | 476 (LV)          | –                      | 5%                     | 4%                     | 7%                     | 2%                     | 29%                    | 3%                     | 2%                     | 17%                    | 3%                     | 7%                       | –                      | –                      | –                      | 3%                     | 17%                    |
| McLaughlin & Associates                                                      | 2021. július 29. – augusztus 3. | 467 (LV)          | –                      | 4%                     | 5%                     | 8%                     | 4%                     | 28%                    | 2%                     | 2%                     | 16%                    | 2%                     | 7%                       | –                      | –                      | 4%                     | 4%                     | 14%                    |
| YouGov/Yahoo News                                                            | 2021. július 30. – augusztus 2. | 697 (A)           | –                      | 4%                     | –                      | 6%                     | –                      | 44%                    | –                      | –                      | –                      | –                      | 4%                       | 10%                    | 6%                     | –                      | 18%                    | 20%                    |
| McLaughlin & Associates                                                      | 2021. június 16–20.             | 463 (LV)          | –                      | 5%                     | 3%                     | 4%                     | 2%                     | 31%                    | 3%                     | 1%                     | 19%                    | 3%                     | 5%                       | –                      | –                      | 3%                     | 5%                     | 16%                    |
| McLaughlin & Associates                                                      | 2021. május 12–18.              | 459 (LV)          | –                      | 4%                     | 4%                     | 6%                     | 1%                     | 35%                    | 3%                     | 2%                     | 16%                    | 2%                     | 7%                       | –                      | –                      | 2%                     | 7%                     | 13%                    |
| Trafalgar Group                                                              | 2021. május 6. – április 30.    | – (LV)            | –                      | –                      | –                      | 9%                     | –                      | 41%                    | 5%                     | –                      | –                      | 4%                     | 8%                       | –                      | –                      | 3%                     | 29%                    | –                      |
| McLaughlin & Associates                                                      | 2021. április 8–13.             | 458 (LV)          | –                      | –                      | 4%                     | 5%                     | 2%                     | 34%                    | 4%                     | 2%                     | 20%                    | 2%                     | 3%                       | –                      | –                      | 4%                     | 7%                     | 12%                    |
| McLaughlin & Associates                                                      | 2021. február 24–28.            | 443 (LV)          | –                      | –                      | 4%                     | 7%                     | 1%                     | 28%                    | 3%                     | –                      | 23%                    | 2%                     | 8%                       | –                      | –                      | 4%                     | 6%                     | 14%                    |
|                                                                              | 2021. január 20.                | 2021. január 20.  | Joe Biden beiktatása   | Joe Biden beiktatása   | Joe Biden beiktatása   | Joe Biden beiktatása   | Joe Biden beiktatása   | Joe Biden beiktatása   | Joe Biden beiktatása   | Joe Biden beiktatása   | Joe Biden beiktatása   | Joe Biden beiktatása   | Joe Biden beiktatása     | Joe Biden beiktatása   | Joe Biden beiktatása   | Joe Biden beiktatása   | Joe Biden beiktatása   | Joe Biden beiktatása   |
| McLaughlin & Associates                                                      | 2020. december 9–13.            | 445 (LV)          | –                      | –                      | 3%                     | 5%                     | 5%                     | 25%                    | 2%                     | –                      | 29%                    | –                      | 7%                       | –                      | –                      | –                      | 8%                     | 18%                    |
| McLaughlin & Associates/Newsmax                                              | 2020. november 21–23.           | 445 (LV)          | ± 3.1%                 | –                      | 2%                     | 6%                     | 5%                     | 29%                    | 2%                     | –                      | 23%                    | –                      | 6%                       | –                      | –                      | –                      | 5%                     | 23%                    |
|                                                                              | 2020. november 3.               | 2020. november 3. | 2020-as elnökválasztás | 2020-as elnökválasztás | 2020-as elnökválasztás | 2020-as elnökválasztás | 2020-as elnökválasztás | 2020-as elnökválasztás | 2020-as elnökválasztás | 2020-as elnökválasztás | 2020-as elnökválasztás | 2020-as elnökválasztás | 2020-as elnökválasztás   | 2020-as elnökválasztás | 2020-as elnökválasztás | 2020-as elnökválasztás | 2020-as elnökválasztás | 2020-as elnökválasztás |
| McLaughlin & Associates                                                      | 2020. november 2–3.             | 461 (LV)          | –                      | –                      | 2%                     | 8%                     | 8%                     | 18%                    | –                      | –                      | 25%                    | –                      | 6%                       | –                      | –                      | –                      | 6%                     | 28%                    |
| Léger                                                                        | 2020. augusztus 4–7.            | 390 (LV)          | ± 2.8%                 | 6%                     | 6%                     | 16%                    | 21%                    | 19%                    | 6%                     | –                      | –                      | 6%                     | 9%                       | –                      | –                      | 8%                     | 3%                     | –                      |

### Egymás ellen
| Forrás                                                                       | Dátum                | Megkérdezettek | Joe Biden | Marianne Williamson | Más |
| ---------------------------------------------------------------------------- | -------------------- | -------------- | --------- | ------------------- | --- |
| Echelon Insights Archiválva 2023. április 3-i dátummal a Wayback Machine-ben | 2023. március 27–29. | 370 (LV)       | 73%       | 10%                 | 17% |
| Morning Consult                                                              | 2023. március 3–5.   | 826 (LV)       | 77%       | 4%                  | 9%  |

| Forrás                     | Dátum                | Megkérdezettek | Joe Biden | Kamala Harris | Más |
| -------------------------- | -------------------- | -------------- | --------- | ------------- | --- |
| Yahoo! News Survey/You Gov | 2023. február 23–27. | 1,516 (LV)     | 53%       | 22%           | 25% |